# Nimâ Machouf
Nimâ Machouf (née en France le 24 mars 1965) est une chercheuse, épidémiologiste et femme politique canadienne d'origine iranienne. Détentrice d'un doctorat en santé publique de l'Université de Montréal, elle est spécialisée en santé internationale et maladies infectieuses, notamment le VIH/SIDA.
Elle se présente dans la circonscription de Laurier—Sainte-Marie pour le Nouveau Parti démocratique aux élections fédérales canadiennes de 2019 où elle termine deuxième derrière le candidat libéral Steven Guilbeault.

## Biographie
Née en France en 1965, Nimâ Machouf grandit à Montréal, jusqu'à l’âge de 8 ans, où ses parents étudient. À la fin de leur cursus en 1973, la famille retourne vivre en Iran. Durant sa jeunesse, Nimâ Machouf s'implique et milite dans les mouvements étudiants de gauche. Elle quitte l'Iran à la suite de la répression politique en 1982 et revient s'établir à Montréal à 18 ans. Elle complète son baccalauréat, sa maîtrise et son doctorat à l'Université de Montréal avant d'effectuer son post-doctorat en épidémiologie clinique à l'Université McGill.

### Engagement social et politique
Nimâ Machouf s'implique rapidement en politique au Québec avec les mouvements féministes et participe notamment à la Marche Du pain et des roses. Très active dans les associations étudiantes et militantes en solidarité internationale, elle contribue à la création de l'Union des forces progressistes en 2002. 
Reconnue dans son milieu pour son engagement, elle est également impliquée dans son quartier du Plateau Mont-Royal sur le comité de ruelle verte et s'est investie au sein de la communauté iranienne de Montréal. Nimâ Machouf siège pendant 8 ans sur le conseil d'administration de Médecins du monde et est présente au congrès de fondation de Québec solidaire en 2006. Elle se présente également avec succès aux élections municipales sous la bannière Projet Montréal en 2009. 
Nimâ Machouf travaille et participe également à des missions dans de nombreux pays d'Afrique et d'Amérique centrale. Elle fait entre autres partie de la mission d'observation internationale des élections mexicaines qui se tiennent à l'été 2018. Ses valeurs politiques s'articulent autour de la justice sociale et l'environnement. 

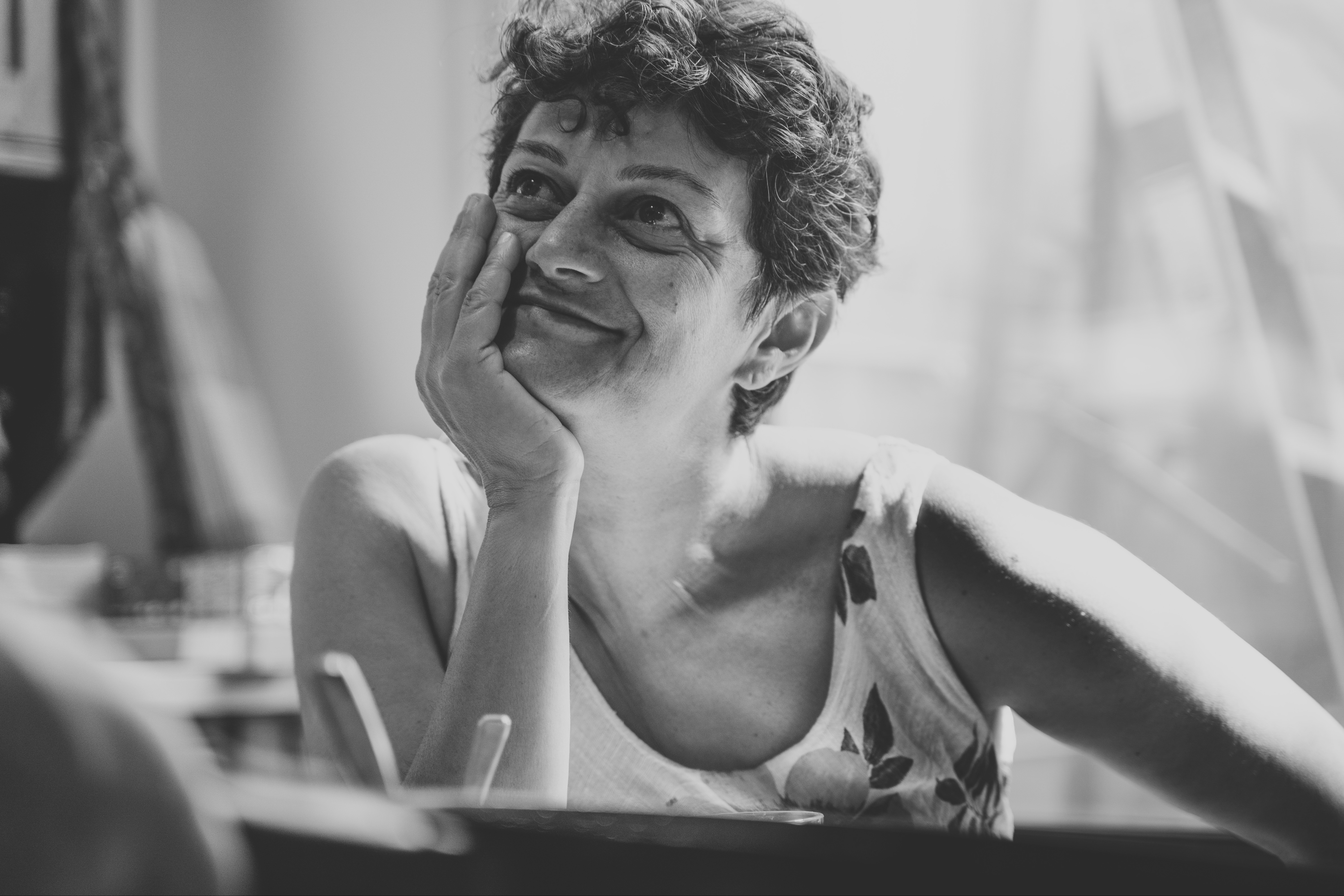
Nimâ Machouf durant la campagne canadienne fédérale, 2019.

Nimâ Machouf est officiellement investie candidate du Nouveau Parti démocratique pour la circonscription de Laurier—Sainte-Marie le 7 avril 2019 en présence du chef adjoint du NPD, Alexandre Boulerice et de la député sortante, Hélène Laverdière.

### Culture et vie associative
Nimâ Machouf siège actuellement sur le conseil d'administration de l'Association des femmes iraniennes de Montréal qui vise à former et favoriser l'intégration des femmes iraniennes au sein de la société québécoise. Elle est également impliquée et membre du CA de la maison d'Iran.
Pendant 15 ans, Nimâ Machouf occupe plusieurs postes à l'école iranienne autogérée Dehkhoda, en tant que directrice mais aussi enseignante de la langue persane. Elle participe entre autres à la création de livres pédagogiques pour enfants en persan. 
Ayant la fibre artistique, Nimâ Machouf dirige également deux troupes de danse qui se sont produites dans de nombreux festivals et manifestations culturelles au cours des cinq dernières années au Québec.

### Pandémie de Covid-19
En 2020, au début de la pandémie de Covid-19, elle tient une séance d’information avec son conjoint, le microbiologiste-infectiologue Amir Khadir, pour les Iraniens de la région de Montréal inquiets de la situation en Iran qui compte, à ce moment-là, le plus grand nombre de morts liés au nouveau coronavirus après la Chine. Par la suite, elle est fréquemment sollicitée par les médias à titre d'épidémiologiste pour répondre aux questions concernant la pandémie, les mesures préventives à appliquer et les projections estimées par le gouvernement,,. 

## Famille
En 1988, durant ses études, Nimâ Machouf épouse Amir Khadir. Le couple a trois filles.